# 阿弗拉 (亞利桑那州皮馬縣)
阿弗拉（英語：Avra）是位於美國亞利桑那州皮馬縣的一個非建制地區。該地的面積和人口皆未知。

## 地理
阿弗拉的座標為32°19′40″N 111°13′05″W / 32.32778°N 111.21806°W，而該地的平均海拔高度為672米（即2205英尺）。